# Motopedagogika
Motopedagogika – forma wspierania oraz terapii, łącząca wiedzę psychologiczną, pedagogiczną, sportową i wychowawczą z wiedzą medyczną i jej metodami. Głównym założeniem jest ruch, a ściślej ujmując wzajemne oddziaływanie ciała w ruchu na psychikę człowieka. To wzajemne oddziaływanie odzwierciedla się w uznanym na całym świecie pojęciu psychomotoryki. Ruch jest pojmowany jako istotna część rozwoju osobowości, jako część konfrontacji człowieka ze swoim ciałem oraz z otoczeniem materialnym i społecznym. Tym samym motopedagodzy są specjalistami z zakresu ruchu i wychowania, którzy postępują świadomie, planowo, metodycznie oraz precyzyjnie, aby uzyskać pożądane zmiany zachowania.
Pojęcie motopedagogika składa się z dwóch słów: motoryka (ruch) i pedagogika (wychowanie) i tym samym w przybliżeniu oznacza ‘wychowanie poprzez ruch’. Motopedagogika jest stosowana zazwyczaj jako pojęcie nadrzędne, obejmujące zarówno motopedagogikę, jak i mototerapię. W zależności od specjalizacji terapii i praktycznego zastosowania metoda motopedagogiczna zorientowana jest na cele pedagogiczno-zapobiegawcze → motopedagogika lub terapeutyczno-rehabilitacyjne → mototerapia.
Wskutek profesjonalizacji i systematyzacji psychomotoryki w latach 80. XX wieku w Niemczech stworzono pojęcie ‘motopedagogika’. Początkowo wydawało się, że termin ten wyprze psychomotorykę. Jednakże to ostatnie okazało się słowem częściej używanym i rozumianym na całym świecie. Obecnie oba terminy są używane przez wielu autorów jako synonimy, choć nie są one równoznaczne w każdym przypadku.
Motopedagogika jest ujmowana jako całościowa koncepcja wychowania przez percepcję, przeżywanie i ruch.
Motologia jest obszarem badawczo dydaktycznym, stanowiącym część motopedagogiki.

## Cechy charakterystyczne metody motopedagogicznej
- ciało, umysł i dusza jako jedność funkcyjna
- kontakt z drugim człowiekiem jako podstawa
- orientacja na zasoby
- szacunek i uwzględnienie emocjonalności
- zorientowanie na działanie, przeżywanie i konflikt
- poczucie własnej skuteczności
- tworzenie pozytywnej koncepcji siebie
- aktywacja sił autoleczniczych
- wykorzystanie procesów związanych z dynamiką grupy
- uwzględnienie czynników systemicznych

## Geneza motopedagogiki
W połowie lat pięćdziesiątych pedagog wychowania fizycznego Ernst J. Kiphard wraz z psychiatrami dziecięcymi i młodzieżowymi dr. Elisabeth Hecker i dr. Helmutem Hünnekens stworzył koncepcję leczenia psychomotorycznych zaburzeń wydajności i zachowania. Punktem wyjścia dla tej koncepcji była funkcjonalna jedność procesów psychicznych i motorycznych, odzwierciedlająca się w uznanym na całym świecie pojęciu psychomotoryki.
Tak zwana „psychomotoryczna terapia ćwiczeniowa” po raz pierwszy łączyła teorię i metody terapii ruchu i pedagogiki ruchu w jedną koncepcję terapeutyczną.

## Kształcenie motopedagogów
Rozwój kształcenia motopedagogicznego sięga roku 1976, w którym to powstał Aktionskreis Psychomotorik e.V. (AKP). Inicjatorom – prof. dr. Ernstowi J. Kiphard, dr. Helmutowi Hünnenkens i prof. dr. Friedhelm Schilling – zależało na tym, aby rozpowszechnić wiele obiecującą terapię psychomotoryczną u dzieci z zaburzeniami ruchu i zachowania jako samodzielną metodę leczniczą. Utworzono Komisję Programową AKP, która m.in. opracowała programy dydaktyczne dla jednorocznego studium zawodowego. Następnie utworzono program będący podstawą studiów motopedagogiki kończących się egzaminem państwowym.
20 kwietnia studium zawodowe terapii ruchowo-gimnastycznej w Dortmundzie otrzymało akredytację państwową, a w roku akademickim 1977/78 pierwsi motopedagodzy zakończyli egzaminem państwowym jednoroczne studium dalszego kształcenia zawodowego. Od roku 1996 w Kolegium Zawodowym im. Ernsta Kipharda w Dortmundzie można podjąć studia w trybie wieczorowym w systemie dwuletnim. W celu systematyzacji i stworzenia podstaw naukowych w roku 1983 na Uniwersytecie Philippsa w Marburgu utworzono odrębna katedrę motologii jako jednostkę dydaktyczno-badawczą.
W studium zawodowym pedagogiki integracyjnej w Kolegium Diakonijnym w Hanowerze (Stephansstift) oferowane są studia motopedagogiki połączone z przygotowaniem do egzaminu państwowego z pedagogiki integracyjnej, dzięki czemu obszary pracy pedagogiki integracyjnej oraz motopedagogiki łączą się w formie uzupełniającej się koncepcji na płaszczyźnie kształceniowej (studia interdyscyplinarne). Motopedagogika ujmowana jest tutaj jako szczególna metoda w pedagogice integracyjnej.
Od 2011 roku akademickiego studia psychomotoryczne na Wydziale Nauk Pedagogicznych oferuje Dolnośląska Szkoła Wyższa.